# Chris Smith II
Christopher Paul Smith II (Atlanta, Georgia; 1 de mayo de 2000) más conocido como Chris Smith II, es un jugador profesional estadounidense de fútbol americano, se desempeña en la posición de safety en Las Vegas Raiders, en la National Football League (NFL).

## Carrera
Hizo su debut profesional con el equipo Las Vegas Raiders, lleva jugando una temporada, comenzó en el 2023.